# お散歩ハウス
お散歩ハウス（おさんぽハウス）は、山本麻里安のアルバム。2000年7月26日、パイオニアLDCより発売。

## 解説
- 初回盤は12ページのフォトブックレットを封入。

## 収録曲
1. 恋愛超特急
  - 作詞：山本麻里安、作曲・編曲：今堀恒雄
2. D J ドジ
  - 作詞：菊地成孔、作曲・編曲：今堀恒雄
3. ヴィーナスと小さな神様
  - 作詞：菊地成孔、作曲・編曲：今堀恒雄
  - アニメ『NieA_7』エンディングテーマ
4. カウカウの空の下で
  - 作詞：スワマサル、作曲・編曲：今堀恒雄
5. YURARA
  - 作詞：一倉宏、作曲・編曲：今堀恒雄
6. お散歩ハウス
  - 作詞・作曲：菊地成孔、編曲：今堀恒雄
7. 地球をグルーブするガール
  - 作詞：菊地成孔、作曲・編曲：今堀恒雄
8. 花の催眠術
  - 作詞：菊地成孔、作曲・編曲：今堀恒雄
9. 踊るレイニーディ
  - 作詞：ラスプーチン矢野、作曲・編曲：今堀恒雄
10. 月曜日。あたしたちは脱出した
  - 作詞：菊地成孔、作曲・編曲：今堀恒雄
11. サンキュー・マイ・ガールフレンド
  - 作詞：菊地成孔、作曲・編曲：今堀恒雄